# Paradiarsia suffusa
Paradiarsia suffusa là một loài bướm đêm trong họ Noctuidae.